# Episteme
Episteme kommer från det antika grekiska ἐπιστήμη ("kunskap" eller "vetenskap"). I Platons terminologi betyder episteme kunskap, som i "sann rättfärdigad tro". Den är alltså helt säker jämfört med doxa som betyder ”åsikt” eller ”det kan vara på annat sätt”.

## Platon
Kontrasten mellan episteme och doxa var viktig då Platon formulerade sin skarpa kritik av retorik. För Platon var episteme ett uttryck, eller ett uttalande, som förmedlade absolut säkerhet.

## Isokrates
"Eftersom det inte är i den mänskliga naturen att skaffa kunskap (episteme) som gör oss säkra på vad man ska göra eller säga, anser jag att en som har klokhet och förmågan genom gissningar (doxa) uppnå det bästa valet…" – Isokrates, Antidosis, 353 f.Kr.

## Michel Foucault
Den franske filosofen och idéhistorikern Michel Foucault använde termen episteme i en särskild betydelse i sitt verk Les mots et les choses. Episteme utgör det historiska a priori som grunden för kunskap. Han beskriver episteme som "I vilket fall som helst, om det i en viss kultur och vid en given tidpunkt, så finns det alltid bara en episteme som definierar villkoren för möjligheten till all kunskap oavsett om de uttrycks i en teori eller i en praxis." – Foucault, 168
Foucaults användning av episteme har påståtts likna Thomas Kuhns begrepp "paradigm". Det finns dock avgörande skillnader av följande skäl: Kuhns paradigm är en allomfattande samling övertygelser och antaganden som resulterar i att organisera vetenskapliga världsbilder och praxis, medan Foucaults episteme inte bara är begränsad till vetenskapen utan till ett bredare spektrum av diskurs. Därutöver verkar Kuhns koncept motsvara vad Foucault kallar ”tema” eller ”teori” om en vetenskap, men Foucault analyserade hur motsatta teorier och teman kan samexistera inom en vetenskap.
Kuhns och Foucaults begrepp var båda påverkade av den franske filosofen Gaston Bachelards föreställning om en "epistemologisk brytning". Judith Butler använder begreppet episteme i sin bok Excitable Speech där hon undersöker användningen av talakten för politiska syften.

## Renato Barilli
Platon försvarar det ensliga, tysta och naturliga sökandet efter episteme-sanning: en sökning som leder en bort från folkmassan och de många. Platons mål är att från ’majoriteten’ ta bort rätten att döma, välja, och avgöra. – Renato Barilli, Rhetoric. University of Minnesota Press, 1989